# True Crime: Streets of LA
True Crime: Streets of LA är ett datorspel som utspelar sig i den amerikanska staden Los Angeles. Spelet har många referenser till olika actionfilmer, bland annat Die Hard-filmerna. Spelet fick en uppföljare vid namn True Crime: New York City.

## Handling
Spelets huvudperson är den tidigare polismannen Nick Kang som fått en ny chans i specialstyrkan EOD. Som Nick Kang skall spelaren åka runt i hela Los Angeles och arrestera brottslingar, allt från ficktjuvar till inflytelserika gangstrar. Nick får i uppdrag att infiltrera den kinesiska maffian, Triaderna, och det hela förvandlas snabbt till en personlig vendetta då det visar sig att män som vet saker om hans fars död är inblandade.

## Utspelsplats
Spelvärlden omfattar cirka 620-kvadratkilometer, och är en återskapelse av dagens Los Angeles, mestadels från Beverly Hills och Santa Monica med de flesta gatunamn, landmärken och motorvägar. Det finns dock omärkta områdena runt spelet. Spelaren kan inte gå in i dessa delar av staden.
Spelet har flera landmärken från Los Angeles, såsom:
- US Bank Tower
- Hollywoodskylten
- Santa Monica Pier
- Capitol Records Tower
- Saban Theatre
- Wiltern Theatre
- Hollywood and Highland
- UCLA
- Grauman's Chinese Theatre
- Los Angeles City Hall
- Staples Center
- Pershing Square
- Westin Bonaventure Hotel
- Century Hotel
- Union Station
- Pan Pacific Park
- La Brea Tarpits
- Paramount Pictures Studios
- Hollywood Forever Cemetery
- Hollywood First National Bank
- El Capitan Theatre
- Pacific Design Center
- Sunset Tower
- Crossroads of the World
- Century Towers
- Westwood Village Memorial Park Cemetery
- Janss Investment Company Building
- Hotel Angeleno
- Geffen Playhouse
- Fox Village Theater
- Mann's Bruin Theater
- Los Angeles California Temple
- Westside
- Westwood Center
- Sunset Vine Tower
- Hotel Figueroa
- Gas Company Tower
- Two California Plaza
- Third Street Promenade
- Pacific Coast Highway.

Några övriga landmärken, såsom The Broadway Hollywood, Pantages Theater, El Rey Theater, Getty Center, Griffith Observatory, Hollywood Bowl, Wilshire Colonnade, Wells Fargo Center, Ebell Theater, bland andra, finns inte med i spelet.

## Röstskådespelare
- Russell Wong - Nicholas "Nick" Kang-Wilson
- Michelle Rodriguez - Rosie Velasco
- C.C.H. Pounder - Chief Wanda Parks
- Christopher Walken - George
- Gary Oldman - Rasputin "Rocky" Kuznetskov / FBI Agent Masterson
- Michael Madsen - Don Rafferty
- Ron Perlman - Misha / Olika röstroller
- Mako - General Han Yu Kim
- James Hong - Ancient Wu
- Keone Young - Big Chong / Jimmy Fu / Olika röstroller
- Ryun Yu - Cary Kang
- Grey DeLisle - Jill / Lola / Olika röstroller
- Snoop Dogg - Sig själv
- Vernee Watson-Johnson - Dispatcher
- Kevin Michael Richardson - Olika röstroller
- André Sogliuzzo - Olika röstroller
- Michael Gough - Olika röstroller
- Daran Norris - Olika röstroller
- Greg Cipes - Olika röstroller

## Soundtrack
1. "Dance With Me" (2:57) – Snoop Dogg
2. "Not like you"  (2:37) – Systematic
3. "Terrorist Threats" (2:29) – Westside Connection
4. "Don't Fight the Pimpin'" (3:07) – Suga Free
5. "What U Wanna Do" (4:08) – Warren G, RBX
6. "True Crime Remix" (4:06) – Young Dre The Truth, Bishop Lamont
7. "I'll Do Anything" (3:18) – Damizza, N.U.N.E.
8. "The Only" (2:49) - Static-X
9. "Foe tha Love of $" (4:33) - Bone Thugs-n-Harmony, Eazy E
10. "Thug Night" (4:17) – Jayo Felony
11. "Hollywood" (4:20) – Bizzy Bone
12. "Drinks in the Air" 3:11 – Hollywood
13. "Don't Do the Crime" (4.17) – Kam, Cavie, Above the Law
14. "Legends" (3:54) – Boo-Yaa T.R.I.B.E.
15. "They Don't Know" (3:47) – Dee Dimes, Bigg Swoop
16. "Flow" (4:04) – Sly Boogy
17. "This Is How We Live" (4:24) – Lil' 1/2 Dead, Kon-Troversy, Quicktomac
18. "We Don't Stop (3:27) – Soul Star
19. "Can't Fuck With Us" (4:23) – Tray Deee, Mr. Short Khop, Threat
20. "Do Time" (4:02) – Pomona City Rydaz, Lil 1/2 Dead
21. "Roll Wit Me" (3:08) – Young Billionaires
22. "Cali Folks" (4:06) – Stylistik
23. "Lets Get It Crackin'" (3:42) – Lil Eazy E, RizzyBoy
24. "Dangerous" (4:20) – Dr. Stank ft. Butch Cassidy
25. "1/2 Dead And Still Rich" (4:20) - Rad Dhog

### PC Extended Track
1. Suga Free - Angry
2. Da KneckBones (S. Class & Black Chill) - Ass 'N Titties
3. GOON Squad (Mano, Cavie, N-M-E) - Bitch A$$ Ni
4. Pomona City Rydaz - Breath on Um
5. Styliztik - Cali Folks
6. Cavie - Compton
7. Lil Eazy E - Consequences
8. Goon Squad - Crimies
9. Reservoir Dogs - Soo Woo
10. Dr. Stank - Dangerous
11. Snoop Dogg - Flik Wit You
12. Suga Free - Don't Fight the Pimpin'
13. Jay O Felony - Don't U Feel Like a Mark
14. 'Hollywood' - Drinks in the Air
15. Pomona City Rydaz feat. BIG TRAY DEEE - T.R.U.E
16. Sly Boogy - Flow
17. BIG TRAY DEEE Threat Short Khop and Kokain - Fu-k With Us
18. Mano, Cavie, Kontroversy, B-12 - Murda Murda
19. Lil 1-2 Dead, Showtime - Gotta Get Away
20. Lil 1-2 Dead and other - This is how we live in LA (Heey)
21. N.U.N.E - Hey Baby
22. Hollywood feat. Bizzy Bone - Hollywood
23. Damizza Feat. N.U.N.E. - I'll Do Anything
24. E-40 - In and Out
25. Dee Dimes, Bishop, B12, Lil Eazy E, Caviar - In Da Streetz
26. Kam - Yu Who
27. Pomona City Rydaz - Do Time - True Crime
28. Coolio - Life
29. Westside Connection feat. Nocturnal - Lights Out
30. Ha Loco 'Pomona City Rydaz' - Live and Learn
31. Styliztik Feat. Dirty Rat - Mo Money
32. Casino Mafia feat. Baby S - Play Like We Do
33. RBX and Mr. Tan feat. S. Class - Please Believe Lights Out
34. 'Hollywood' - Pop a Bottle
35. Mausberg (RIP) - Ring King
36. Young Billionaires (Mista Bo & T- Bone) - Roll With Me
37. Goon Squad(Mano,CornBread,Cavie,Mobo-Ced) - Royal Blunt
38. Pomona City Rydaz - Backseat
39. NONSTOP feat. Manishflatz - War
40. Shade Sheist - Somebody Steal The Show
41. WestSide Connection(Ice Cube,Mac10&WC) - Terrorist Threat
42. Bad Azz, E- White And NONSTOP - Tha Truth
43. Dee Dimes Feat. Bigg Swoop - They don't know
44. Soul Star - We Don't Stop
45. Jay O Felony - Let Me See Sump-thin' (Thug Night)
46. South Central Cartel Feat. Tha Flock - Thug the club
47. KAM feat. Cavie and Above The Law - True Crime
48. Boo Yaa Tribe - Legends
49. Young Billionaires Feat. 'Hollywood' - Uh Oh
50. Chyneezy feat. Ms.Toi and Sylk-E-Fyne - Watch Out Now!
51. BIG TRAY DEEE - G'z Movin'
52. Pimpin' Young - Don't Blame Me
53. Bishop feat. Trek Life & Bokey Loc - Let's Get it Poppin'
54. Young Billionaires (Mista Bo & T- Bone) - Doing It Big
55. Ice T - 6 in the Morning
56. Ice T - Im Yo Pusher
57. Bone Thugs 'N' Harmony - For the Love of $
58. unknown
59. AudioBullys - THE SNOW
60. MAC 10 - Foe Life
61. Brown Liquer - Is It Gonna Be Alright
62. Goon Squad - Goon Squad
63. Unloco - Bruises
64. Systematic - Not Like You
65. DOC - The Formula
66. Taproot - Poem
67. Parliament - Flashlight
68. I Mother Earth - RAIN WILL FALL
69. NERD - Lap Dance
70. NERD - Rockstar
71. Grade 8 - Let me Know
72. Deftones - Minerva
73. Bone Thugs 'N' Harmony - Thuggish Ruggish Bone
74. Funkadelic - (Not Just) Knee Deep
75. Plastino Mosh - St. Tropez Is Not Far
76. Plastino Mosh - Afro Man
77. DOC - It's Funky ENUFF
78. Megadeth - Peace Sells
79. Megadeth - Symphony of Destruction
80. I Mother Earth - LEVITATE
81. Snoop Dogg - Dance Wit Me
82. Warren G feat. RBX - What you wanna do
83. Bishop - True Crimes
84. Alice In Chains - Them Bones
85. Alice In Chains - Would
86. Distillers - City of Angels
87. Distillers - Hall of Mirrors
88. Genitorturers - Sin City
89. Genitorturers - Four Walls Black
90. Genitorturers - Public Enemy #1
91. Killswitch Engage - Fixation on the Darkness
92. Killswitch Engage - My Last Serenade
93. Queensryche - Open
94. Spineshank - Self Destructive Pattern
95. Spineshank - Tear Me Down
96. Static-X - The Only
97. Static-X - So
98. Stone Sour - Idle Hands
99. Stone Sour - Get Inside
100. The Donnas - Who Invited You
101. The Donnas - You Wanna Get Me High
102. Dry Kill Logic - Two Hundred Years Forgotten
103. Dry Kill Logic - Lost
104. Dry Kill Logic - Paper Tiger
105. Mojo Rib - Daddy Shapeshifter
106. Mojo Rib - Kalifornia Kingsnake
107. Mojo Rib - Lowlife
108. Mojo Rib - Snakebite
109. Mojo Rib - Too Much Money
110. Prototype - Mind In Motion
111. Prototype - Pure
112. Prototype - Relativity
113. Prototype - Shine
114. Prototype - Trinity
115. The Explosion - Points West